# Zwiebelkuchen

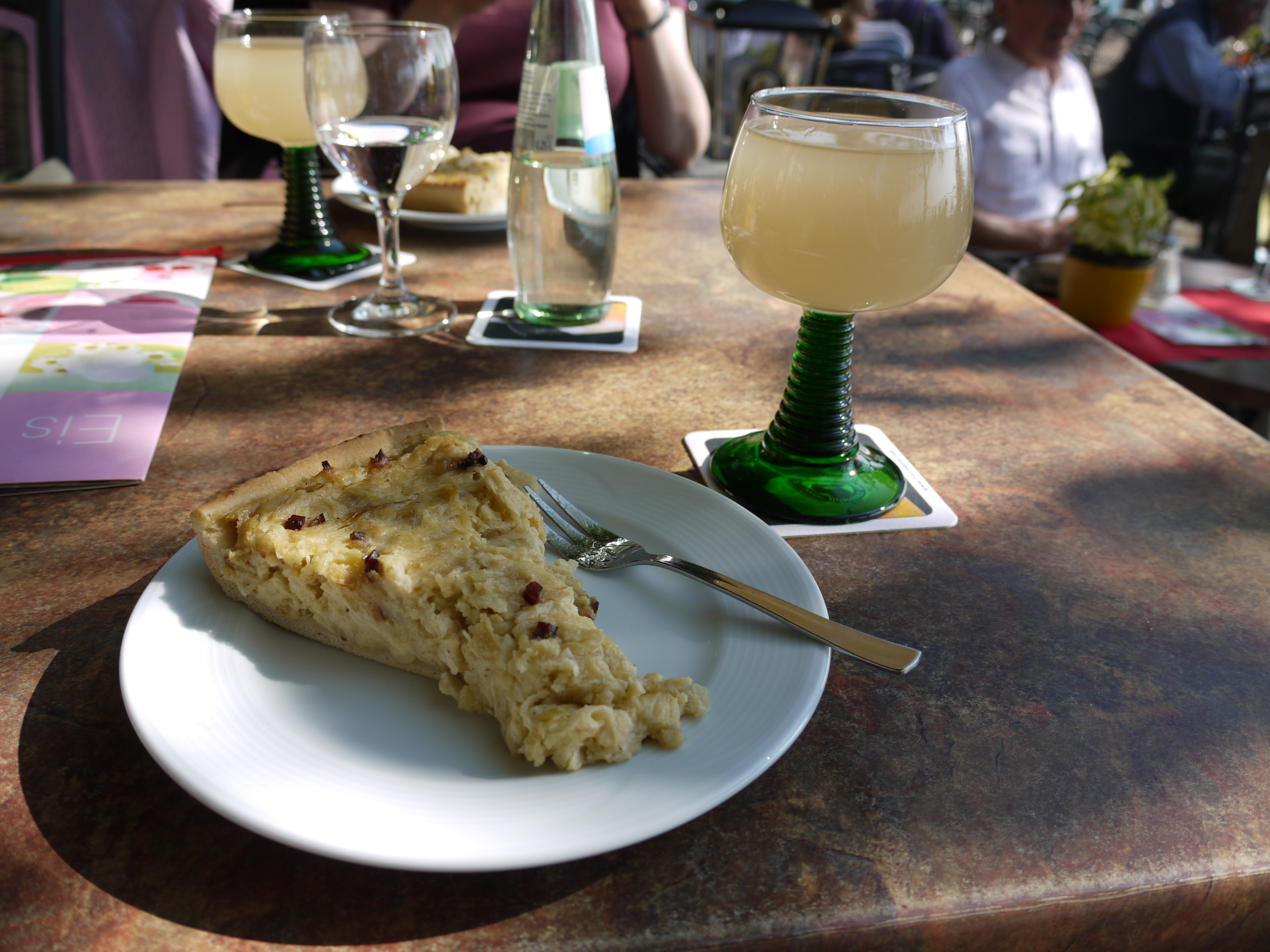
Una porción de Zwiebelkuchen con una copa de vino joven (Federweißer).

El Zwiebelkuchen (lit. en alemán: Pastel de cebolla) es una especie de tarta salada que incluye como principal ingrediente cebollas picadas y pequeñas tiras de speck, aromatizado con comino persa, todo ello preparado al horno en forma de pastel. En la cocina alemana este plato está relacionado con las fiestas de la cosecha del vino (Weinfeste), y es muy popular en los meses de septiembre y octubre. Es considerado más un aperitivo (vespertino) que un plato servido en la comida principal.

## Características
Se suele servir caliente, recién sacado del horno y se acompaña tradicionalmente con vino blanco; en algunas regiones se suele tomar con Federweißer (variante de vino joven). Posee ciertas similitudes con los Flammkuchen típicos de Alsacia.

## Costumbres
Este tipo de tarta suele comerse en los meses de otoño en las regiones vinícolas de Alemania tras la obtención de los primeros vinos (generalmente blancos). El nombre de este plato puede variar debido a los dialectos, por ejemplo, en Franconia lo denominan Zwiebelplootz. Y se sirve en las Weinfeste (Fiestas del vino) de las diferentes zonas. En Basilea el Zwiebelwähe forma parte de los alimentos de la fiesta Morgestraich del Fasnacht.